# マンナン エンド-1,4-β-マンノシダーゼ
マンナン エンド-1,4-β-マンノシダーゼ(Mannan endo-1,4-beta-mannosidase, EC 3.2.1.78)は、系統名を4-β-D-マンナン マンノヒドロラーゼ(4-beta-D-mannan mannanohydrolase)という酵素である。以下の化学反応を触媒する。
マンナン、ガラクトマンナン、グルコマンナンの(1->4)-β-D-マンノシド結合を加水分解する。「エンド」の接頭辞がついているように、鎖内部のランダムな位置で切断が起こる。